# Montreal-Marathon

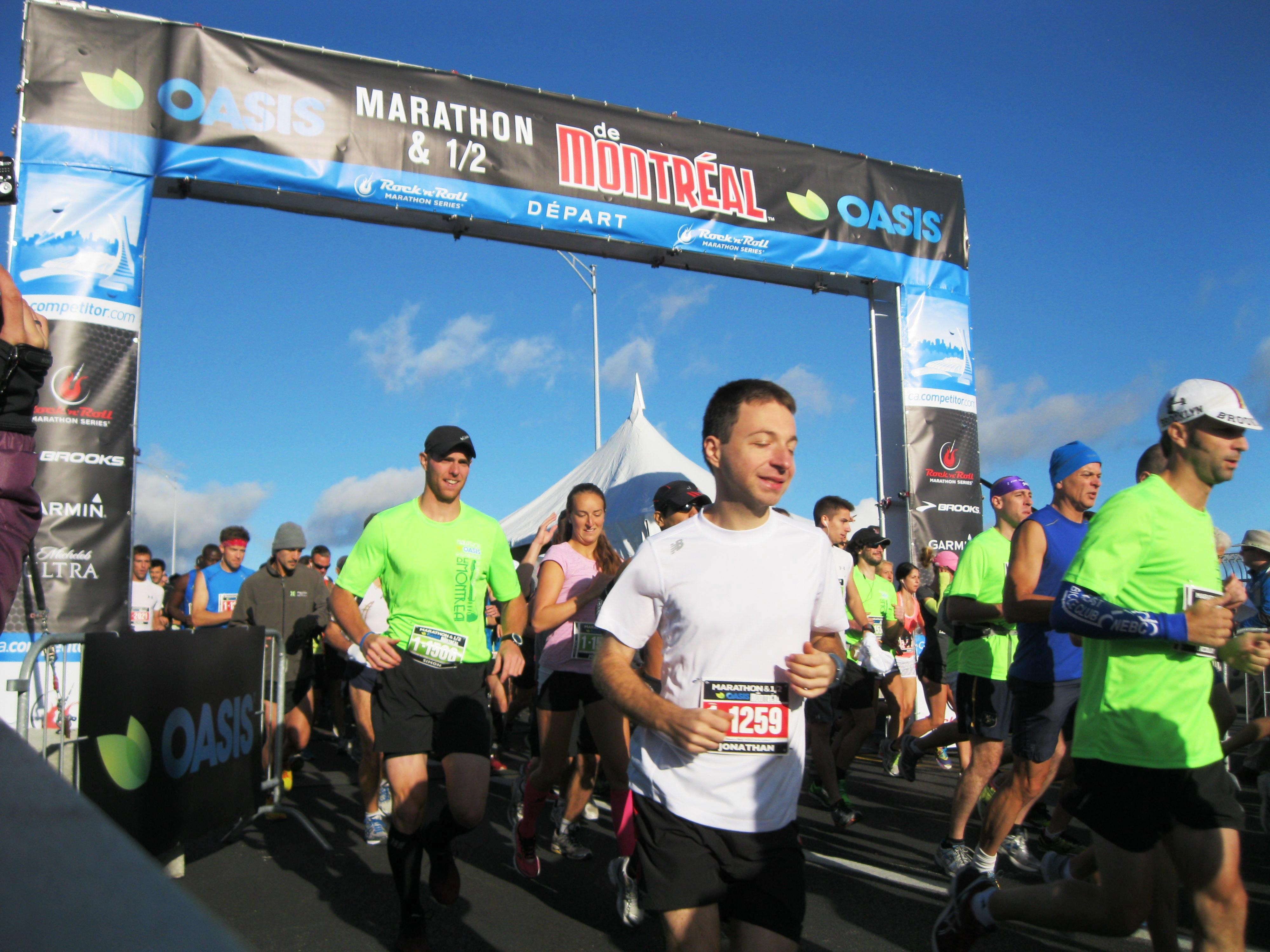
Montréal-Marathon

Der Montreal-Marathon (mit vollem Namen Marathon Oasis de Montréal) ist ein Marathon in der kanadischen Stadt Montreal. Er fand erstmals 1979 statt. Nachdem der Marathon von 1998 bis 2002 nicht mehr durchgeführt worden war, übernahmen neue Organisatoren den Anlass im Jahr 2003 und stellten ihn auf eine breitere Basis. Zum Programm gehören auch ein Halbmarathon, ein 10-Kilometer-Lauf, ein 5-Kilometer-Lauf, ein Schülerrennen über 5 Kilometer und ein Kinderrennen über einen Kilometer.
Die Strecke beginnt auf der Île Sainte-Hélène, einer im Sankt-Lorenz-Strom gelegenen Insel. Sie führt anschließend auf die Île Notre-Dame, wo die Formel-1-Rennstrecke Circuit Gilles-Villeneuve einmal umrundet wird. Über die Pont de la Concorde und vorbei am Habitat 67 gelangt man in die Montrealer Altstadt. Weiter geht es durch die Innenstadt vorbei am UQAM-Campus und durch den Stadtteil Rosemont–La Petite-Patrie bis zum Stadtteil Mercier–Hochelaga-Maisonneuve. Dort befand sich das Ziel früher im Olympiastadion, seit 2011 endet das Rennen im benachbarten Parc Maisonneuve.
2010 wurde mit 21.000 Läufern ein neuer Teilnehmerrekord aufgestellt. Rekordsieger ist der Äthiopier Kebede Balcha, der das Rennen viermal gewann (1979, 1981, 1983 und 1985).